# Arezzo

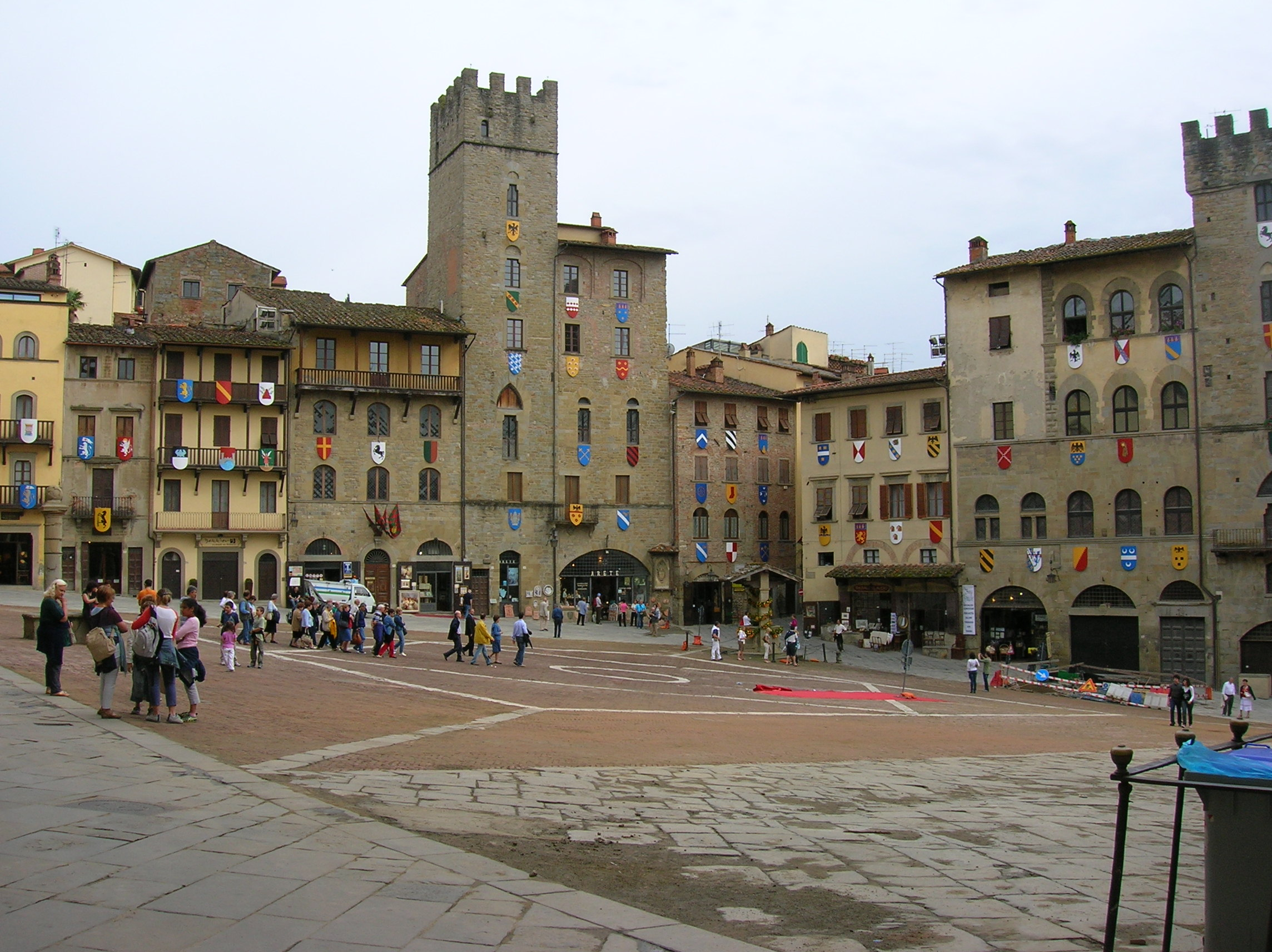
Hlavní náměstí zvané Piazza Grande

Arezzo je italské město (původně římské město Arretium) v oblasti Toskánska, hlavní město stejnojmenné provincie. Je jedním z nejbohatších měst Toskánska, mimo jiné zásluhou výroby zlatých šperků, které jsou exportovány do celé Evropy. Největším uměleckým pokladem města jsou fresky v bazilice sv. Františka z Assisi od Piera della Francesca.

## Historie
Arretium bylo jedno z nejvýznamnějších etruských měst. Dnes leží v Etrurii ve střední Itálii (Etrurie je oblast ležící severně od Říma na západním pobřeží Itálie). V době jeho slávy se jednalo ekonomické centrum místní oblasti proslulé jednak jako obchodní město a jednak jeho manufakturou keramiky a dalších výrobků.
Osídlení v oblasti pozdějšího Arretia vzniklo pravděpodobně už v době paleolitu, tedy starší době kamenné. Arretium leží v místě, kde se setkávají údolí řek Tibera a Arno a zároveň při vstupu do Apenin. Jedná se tedy o velmi strategickou pozici, protože odsud jde velmi snadno kontrolovat okolní oblast, a to jak po vojenské tak po ekonomické stránce.
V době etruské říše bylo Arretium prosperující obchodní město. Ve městě se ale také vyrábělo, a to například různé bronzové nástroje, a dokonce umělecká díla, vzkvétala zde také hrnčířská manufaktura. Z Arretia také pochází asi nejznámější samostatná etruská památka: „Chiméra z Arreza“, jedná se o bronzovou sochu z 5. století př. n. l., která zobrazuje kreaturu složenou ze lva, hada a kozy. Tato socha byla náhodou nalezena v 16. století při budování nových městských hradeb.
Vzhledem k rozpínavosti sousedního Říma bylo jasné, že dojde ke střetu zájmů mezi Etrusky a právě Římem. V 302 př. n. l. ale došlo k zajímavé události, Římané totiž pomohli etruské aristokracii vládnoucí v Arretiu potlačit vzpouru nižších sociálních vrstev. To však zároveň poukázalo na to, že se tato oblast dostala do sféry zájmů římské republiky.
V roce 294 př. n. l. zaplatilo Arretium společně s okolními Etruskými městy tribut za garantovaný 40letý mír s Římem. Ten však netrval moc dlouho, protože v roce 284 se Volsinii, jedno z etruských měst, spojilo s Galy a dobylo Arretium. Tímto aktem se Arretium stalo loajální Římu. Řím vyslal armádu, která měla město osvobodit, ta byla ale poražena. Za rok se však oba soupeři střetli znovu, v bitvě u jezera Vadimo, ve které Římané své nepřátele rozdrtili. Od této chvíle se Arretium stalo součástí Římské republiky a později Římské říše.
V punských válkách se Arretium postavilo na stranu Kartága přesto, že slíbilo loajalitu Římu. Po porážce Kartaginců muselo Římu zaplatit vysoké výkupné za svou zradu- několik tisíc bronzových zbrojí pro římské legionáře. Po této události se z Arretia stalo jedno z mnoha menších měst v rychle se rozrůstající Římské říši. Ve druhém století př. n. l. byla část městského území rozdělena římským válečným veteránům, ale ve stejné době začalo město opět poměrně prosperovat, protože leželo n jedné z hlavních římských silnic, via Cassia, která spojovala Řím se severem Itálie.
Za římské občanské války v roce 80 př. n. l. se Arretium postavilo na později poraženou stranu, a Sulla, následný římský diktátor sem přistěhoval další válečné veterány, to samé stihl ještě do konce století Caesar.
Po Caesarově smrti se ale postavení města změnilo, Octavianus Augustus městu zajistil různé benefity. Například tu byly postaveny lázně, amfiteátr a forum. Město se také proslavilo místní barevnou keramikou, která se odsud následně vyvážela do celé Římské říše. Ve 2. století se ale císař Trajanus rozhodl spojit via Cassia z Říma přímo do Florencie, čímž z ní mimo jiné odstranil Arretium, a to začalo pomalu upadat do zapomnění.
Trochu ze své bývalé slávy si ještě Arezzo užilo v pozdním středověku, kdy se z něj ještě na nějakou dobu stal samostatný městský stát.

## Památky

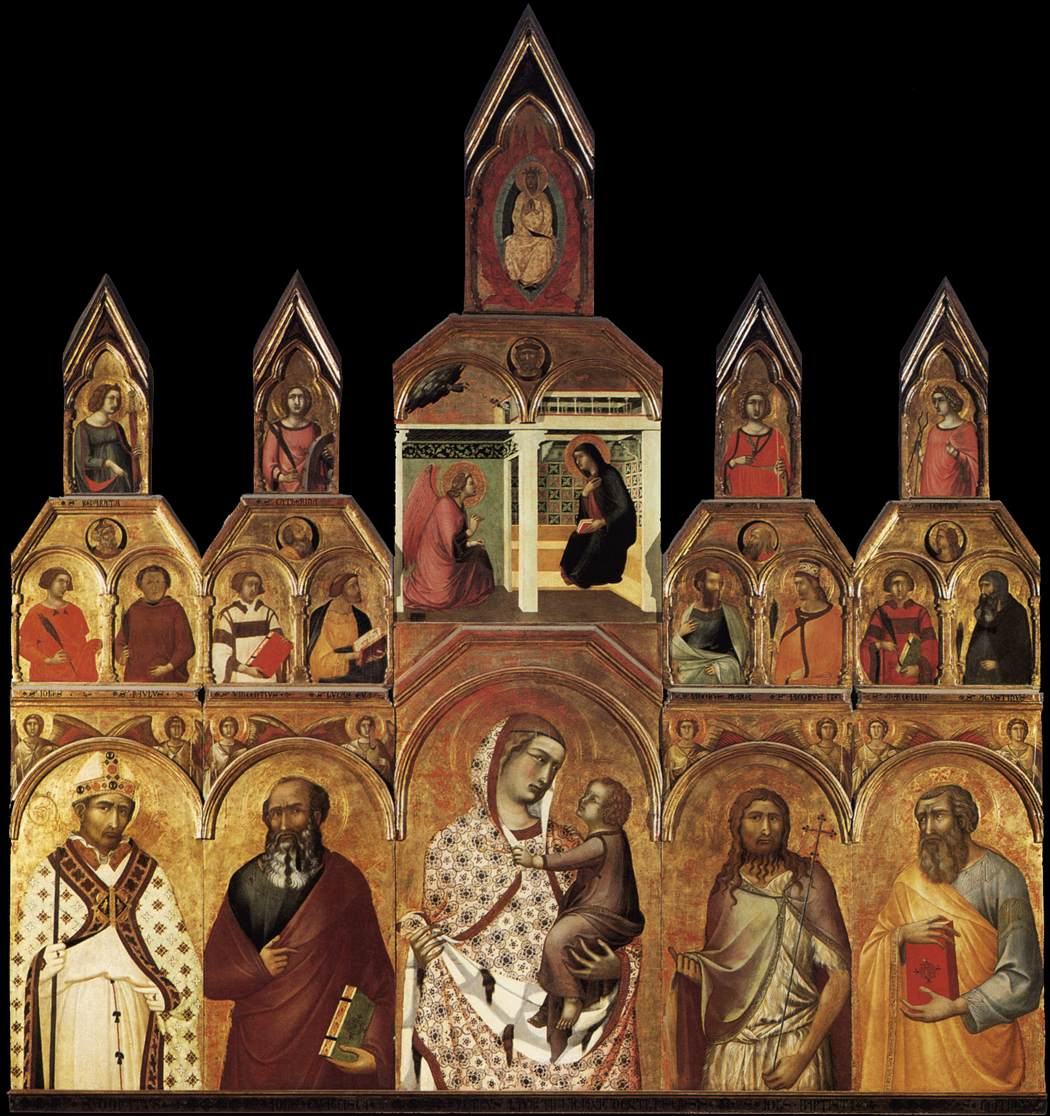
Pietro Lorenzetti, mariánský oltář z kostela S. Maria della Pieve

- Santa Maria della Pieve, trojlodní otonský chrám, připomínaný k roku 1008, ve 13. století přestavěn v gotickém slohu; v kryptě stříbrná busta sv. Donáta z Arezza; na hlavním oltáři má stát malovaná gotická archa Pietra Lorenzettího s Pannou Marií mezi světci (r. 2024 nahrazena fotografií)
- Katedrála v Arezzu, trojlodní stavba s příčnou lodí, zahájená ve 13. století, s vitrajemi ze 16. století od Guillauma de Marcillat, naproti biskupský palác s Diecézním muzeem.
- Kostel Santa Maria in Gradi, manýristický chrám nahradil v 16. století předrománskou svatyni kláštera kamaldulských benediktinů, kde v 12. století působil muzikolog Guido z Arezza.
- Kostel San Francesco ze 13. století.
- Kostel Santa Maria delle Grazie, stavba dokončená roku 1449.
- Casa del Vasari – rodný dům Giorgia Vasariho
- Ruiny římského amfiteátru a archeologické muzeum.
- Fortezza Medicea, pevnost postavená Cosimem I. v 16. století.
- Chiméra z Arezza - antická bronzová socha monstra s tělem lva, hlavou psa a ocasem hada (kopie před nádražím, originál v Archeologickém muzeu)

## Vývoj počtu obyvatel
Počet obyvatel

## Známé osobnosti
- Guido z Arezza
- Dylan a Cole Sprouseovi
- Viktor II. - papež
- Francesco Petrarca - spisovatel a básník
- Roberto Benigni - italský herec a režisér, držitel Oscara